# Stanisław Michałowski (politolog)
Stanisław Jan Michałowski (ur. 1951) – polski politolog i historyk, profesor nauk społecznych, rektor Uniwersytetu Marii Curie-Skłodowskiej w Lublinie w kadencjach 2012–2016 i 2016–2020.

## Życiorys
Od 1976 zawodowo związany z UMCS. Uzyskał stopień doktora, w 1995 habilitował się na podstawie rozprawy zatytułowanej Myśl polityczna Polskiej Partii Socjalistycznej (1918–1939). W 2014 otrzymał tytuł profesora nauk społecznych.
Na Uniwersytecie Marii Curie-Skłodowskiej w Lublinie doszedł do stanowiska profesora nadzwyczajnego, pełniąc szereg funkcji w ramach struktur tej uczelni. W 1998 został kierownikiem Zakładu Samorządów i Polityki Lokalnej na Wydziale Politologii. Był prodziekanem ds. studenckich tego wydziału (1999–2005) i następnie do 2008 jego dziekanem. W latach 2008–2012 zajmował stanowisko prorektora ds. studenckich. W 2012 wybrany na rektora UMCS. W 2016 uzyskał reelekcję na drugą czteroletnią kadencję.
Był również profesorem Wyższej Szkoły Przedsiębiorczości i Administracji w Lublinie i wiceprzewodniczącym Komitetu Nauk Politycznych Polskiej Akademii Nauk. Uzyskał członkostwo m.in. w Polskim Towarzystwie Nauk Politycznych, Polskim Towarzystwie Historycznym i Lubelskim Towarzystwie Naukowym.
Specjalizuje się w zagadnieniach z zakresu historii najnowszej, polskiej myśli politycznej, samorządu terytorialnego i administracji publicznej. Autor haseł w Słowniku biograficznym działaczy polskiego ruchu robotniczego.

## Odznaczenia
- Złoty Krzyż Zasługi (2002)[6]
- Srebrny Krzyż Zasługi[4]
- Medal Komisji Edukacji Narodowej[4]